# Leandro Silva Wanderley
Leandro Silva Wanderley, mais conhecido como Leandro (Rio de Janeiro, 19 de abril de 1979), é um ex-futebolista brasileiro que atuava como lateral-esquerdo.

## Carreira
Revelado pelo America-RJ em 1997, foi comprado pelo Vitória no ano seguinte, onde permaneceu até 2002, sendo sempre destaque nos diversos títulos que conquistou no rubro-negro baiano: três Baianões e um Nordestão. Foi eleito ainda o melhor lateral-esquerdo do Brasileirão de 1999, quando ajudou o time de Salvador a chegar às semifinais da competição.
Foi negociado com o Cruzeiro em 2002, ficando por dois anos e conquistando também muitos títulos, incluindo a Tríplice Coroa (Campeonato Mineiro, Copa do Brasil e Campeonato Brasileiro) do time mineiro em 2003. Em 2004, foi vendido ao Porto.
Passou novamente pelo Cruzeiro, por empréstimo, em 2005, ficando até 2007, quando chegou ao Palmeiras. No clube paulista, recuperou a boa fase e ajudou o alviverde a conquistar o Paulistão de 2008.
Em 2009, foi para o Fluminense, onde teve a pior fase de sua carreira, não atuando bem e ainda entrando em conflito com a torcida, que começou a ameaçar o jogador. Ele, então, rescindiu seu contrato.
No segundo semestre, retornou ao time que jogou dez anos antes, o Vitória, para disputa do Brasileirão, prometendo voltar a jogar bem.
Após um bom começo, junto ao time de Salvador, que chegou a figurar entre os quatro melhores por várias rodadas, viu seu rendimento cair e não voltou a ter o mesmo destaque da sua primeira passagem.
No dia 10 de dezembro ele foi anunciado como reforço para temporada de 2010 no Atlético-MG.
No dia 7 de dezembro de 2011, seu vínculo com o Atlético Mineiro foi encerrado e não renovado.
No ano de 2012, o lateral adiou a aposentadoria, dada como certa, e assinou com o América-RJ, clube que o revelou e do qual é torcedor, para a disputa da Copa Rio. Em 4 de setembro de 2012, entretanto, depois de ser dispensado do America Football Club (Rio de Janeiro), fechou, em um contrato de produtividade, por quatro meses com o Palmeiras. Contudo, após os maus resultados do Palmeiras no Brasileirão e o rebaixamento, não fez parte dos planos da diretoria para o ano seguinte e foi dispensado do clube no final da temporada.
No dia 20 de fevereiro de 2013, foi apresentado como novo reforço da Cabofriense para a disputa da Série B do Campeonato Carioca.

## Títulos
Vitória
- Campeonato Baiano: 1999, 2000 e 2002
- Copa do Nordeste: 1999

Cruzeiro
- Campeonato Mineiro: 2003, 2004 e 2006
- Campeonato Brasileiro: 2003
- Copa do Brasil: 2003

Palmeiras
- Campeonato Paulista: 2008

Atlético-MG
- Campeonato Mineiro: 2010

### Prêmios individuais
- Melhor lateral-esquerdo do Campeonato Brasileiro: 1999 e 2006
- Bola de Prata da Revista Placar: 1999
- Seleção Mineira do Século XXI - Rádio CBN 106.1